# 裂苞省藤
裂苞省藤（学名：Calamus multispicatus）为棕榈科省藤属下的一个种。

## 扩展阅读
- 維基物種上的相關：裂苞省藤